# ラオディ
ラオディ（モンゴル語: Laodi、中国語: 老的、生没年不詳）は、モンゴル帝国の第5代皇帝クビライ・カアンの庶子の西平王アウルクチの孫で、モンゴル帝国の皇族。『元史』などの漢文史料では老的(lǎode)と記される。

## 概要
ラオディの祖父のアウルクチはクビライから「西平王」に封ぜられた人物であり、その一族はチベット方面の経略を担当してきたが、ラオディのみは至大2年（1309年）に雲南王に封ぜられ雲南方面の統治に携わるようになった。雲南は元々はアウルクチの同母兄のフゲチの一族が治めていたが、後にクビライの嫡孫のカマラの家系が治めるようになっていた。しかし、この頃雲南王位にあったスンシャンは病がちで公務に耐えられず、そのため元々雲南王であったフゲチ家と家格が近いアウルクチ家からラオディが選ばれ、新たな雲南王にされたのだと考えられている。
至大4年（1311年）、八百媳婦蛮と大小徹里蛮が叛乱を起こしたため、右丞のアグタイ（阿忽台）とともにこれを討伐した。この功績のためか、同年には馬価12000錠が与えられている。
延祐2年（1315年）、今度は先帝カイシャンの子のコシラが「周王」として新たに雲南の統治者に任ぜられることとなり、ラオディは朝廷に赴いた。しかし、実はコシラの雲南出鎮はコシラを次のカアン候補から排除するための陰謀の一環であり、途中で叛乱を起こそうとして失敗したコシラはチャガタイ・ウルスに亡命する事態となった。この一連の騒動の後、ラオディは史料上に全く現れなくなるため、あるいはこの陰謀に巻き込まれてしまったのではないかと考えられている。ラオディの後、雲南王位は再びカマラ家に戻り、スンシャンの子のオンシャンが雲南王となった。

## アウルクチ西平王家
- セチェン・カアン（世祖クビライ）
  - 西平王アウルクチ（A'uruγči ＞奥魯赤/àolŭchì,اوغروقچى/ūghrūqchī）
    - 鎮西武靖王テムル・ブカ（Temür Buqa ＞鉄木児不花/tiĕmùér bùhuā,تیمور بوقا/tīmūr būqā）
      - 雲南王ラオディ（Laodi ＞老的/lǎode）
      - 鎮西武靖王チョスバル（Čosbal ＞搠思班/shuòsībān,شاسگبه/shāsgba）
        - キバ大王（Kiba ＞乞八/qǐbā）
        - イリンジバル大王（Irinjibar ＞亦只班/yìzhǐbān）

    - 西平王バディマディガ（Badimadiga/Iǰil Buqa ＞八的麻的加/bādemádejiā,ایجىل بوقا/yījīl būqā）